# Pajarón
Pajarón es un municipio y localidad española de la provincia de Cuenca, en la comunidad autónoma de Castilla-La Mancha. El término municipal, ubicado en la comarca de la Serranía Baja, tiene una población de 75 habitantes (INE 2024).

## Historia

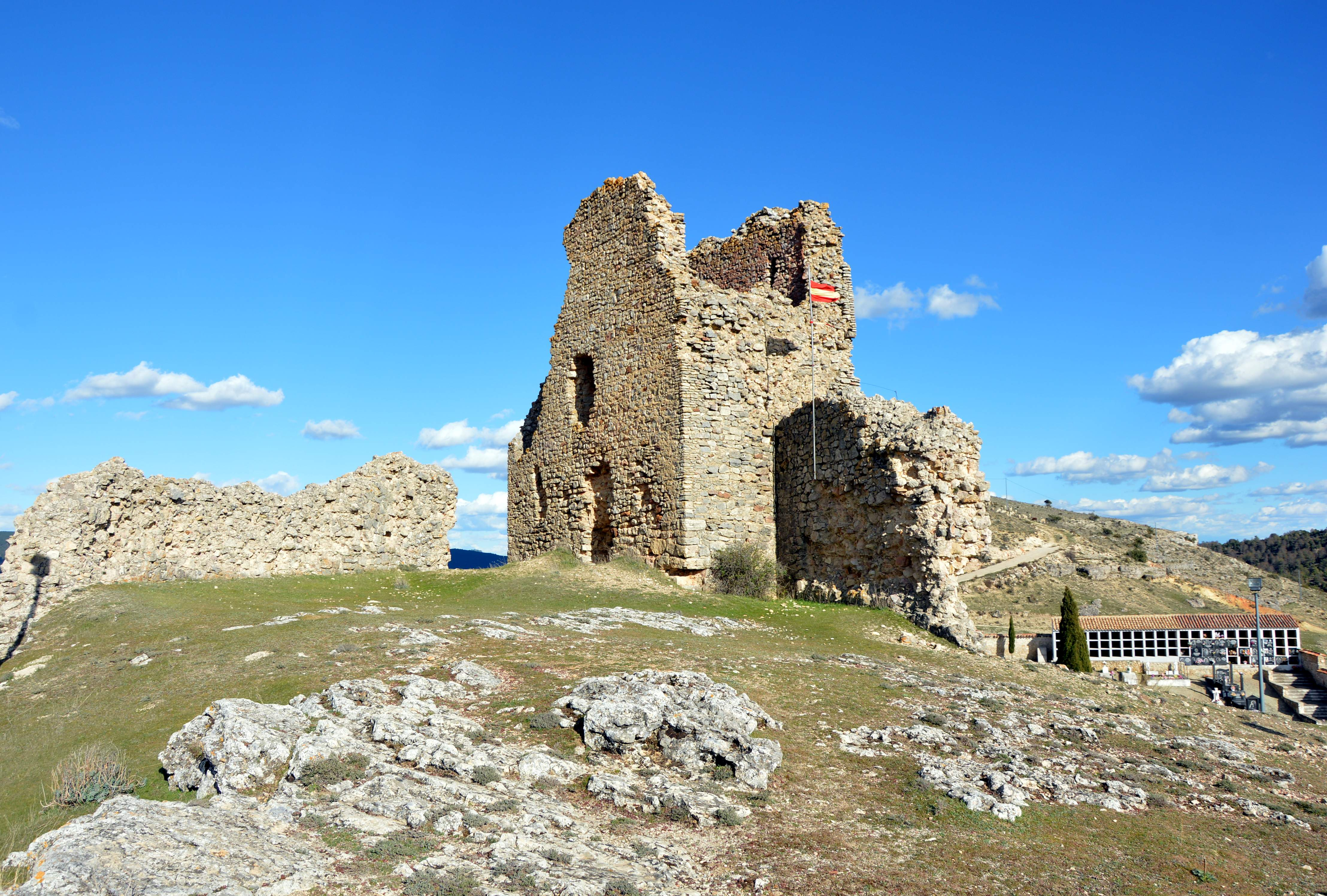
Ruinas del castillo-torreón con detalle del recinto interior

En su término tuvo lugar la batalla de Pajarón. La confrontación «Se dio el 21 de agosto de 1289 entre Diego López de Haro y sus gentes, que habían entrado en territorio de Cuenca desde Albarracín y Teruel, y las de Sancho IV, mandadas por el justicia mayor don Ruy Páez de Sotomayor, con resultado fatal para estas, pues fueron capturados los pendones reales y muertos el jefe de las fuerzas reales, el comendador mayor de Uclés y trece freires de la Orden de Santiago».
A mediados del siglo XIX, el lugar contaba con una población censada de 215 habitantes. La localidad aparece descrita en el decimosegundo volumen del Diccionario geográfico-estadístico-histórico de España y sus posesiones de Ultramar de Pascual Madoz de la siguiente manera:

PAJARON: l. con ayunt. en la prov. y dióc. de Cuenca (6 leg.), part. jud. de Cañete (8), aud. terr. de Albacete (16) y c. g. de Castilla la Nueva (Madrid 30). sit. á la falda de un cerro, donde hubo antiguamente una fortaleza de moros, y á corta dist. del r. Guadazaon, su clima es frio, sano y bien ventilado. Consta de 54 casas de pobre construccion y no obstante ser pueblo de sierra es escaso de aguas; la igl. parr. de la cual es aneja la de Pajaroncillo, se halla servida por un cura de entrada y un sacristan. El térm. confina por N. con Valdelmorillo; E. Boniches; S. Villar del Humo, y O. Cañada del Hoyo: su terreno es poco productivo y tendrá reducidas á cultivo 400 fan. de tierra, lo restante es monte poblado de pino, roble, sabinas, romeros y otros arbustos: los caminos son locales y el de herradura que desde Valencia dirige a Madrid pasa por el pueblo; tanto el estado de este como el de aquellos es malísimo; la correspondencia se recibe de Cañete una vez á la semana. prod.: centeno, algun trigo, y legumbres; se cria ganado lanar y poco vacuno: caza mayor, y liebres, conejos y perdices. ind.: la agrícola y ganaderia. comercio: la esportacion del corto sobrante que aquellas producen. pobl.: 54 vec., 215 alm. cap. prod.: 592,500 rs. imp.: 29,625: el presupuesto municipal asciende á 1,300 rs. y se cubre con los productos de un horno y los pastos.
(Madoz, 1849, pp. 517-518)

## Demografía
Pajarón cuenta con una población de 75 habitantes (INE 2024).
| Gráfica de evolución demográfica de Pajarón entre 1842 y 2021                                                       |
| |
| Población de derecho según los censos de población del INE Población de hecho según los censos de población del INE |

## Patrimonio
En Pajarón se encuentra el castillo-torreón, baluarte defensivo de origen musulmán, situado sobre un altozano, al noroeste de la población. El cementerio municipal está situado en el cerro del Castillo, por debajo de la fortificación.

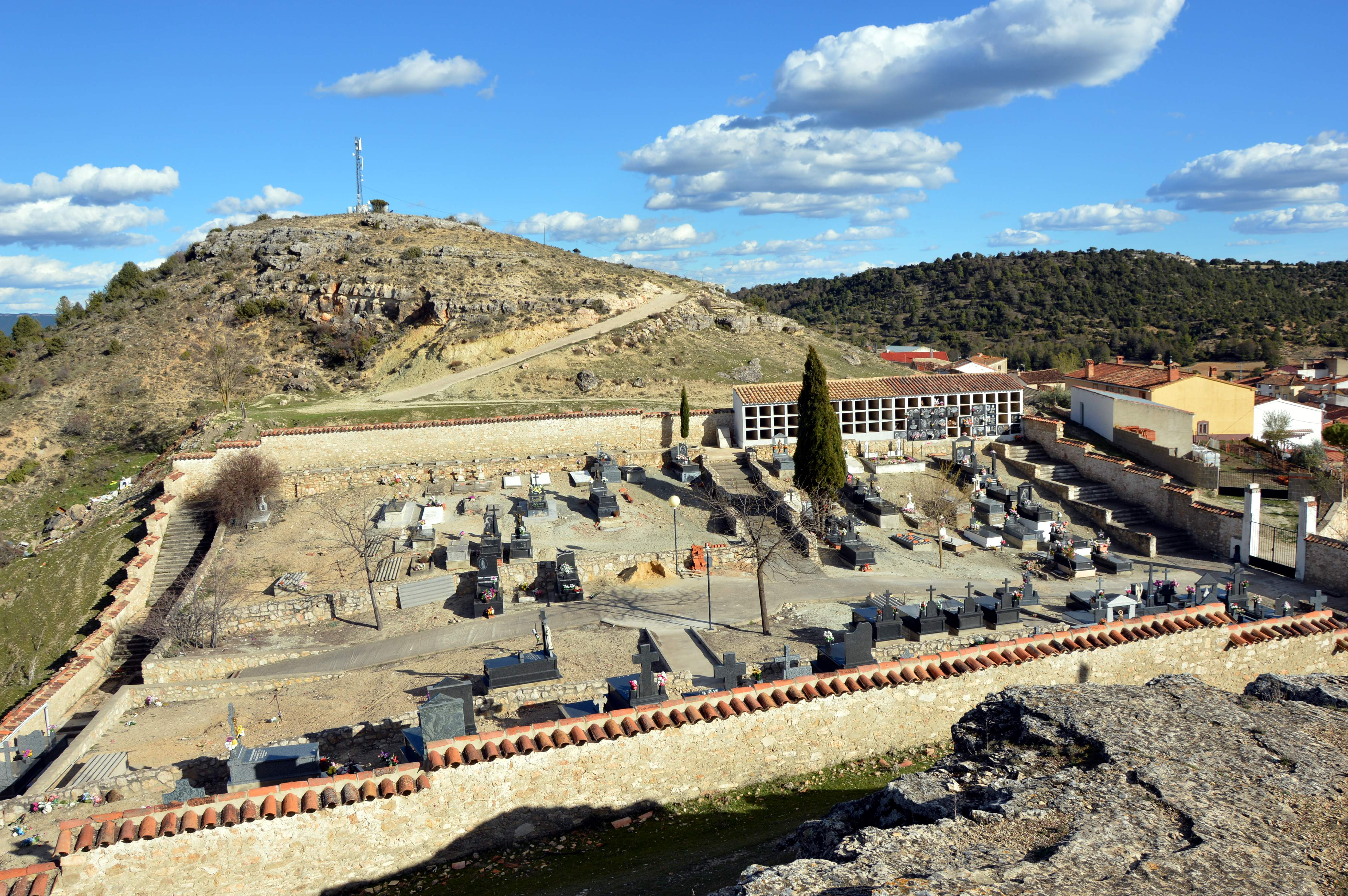
Cementerio municipal desde el cerro del castillo

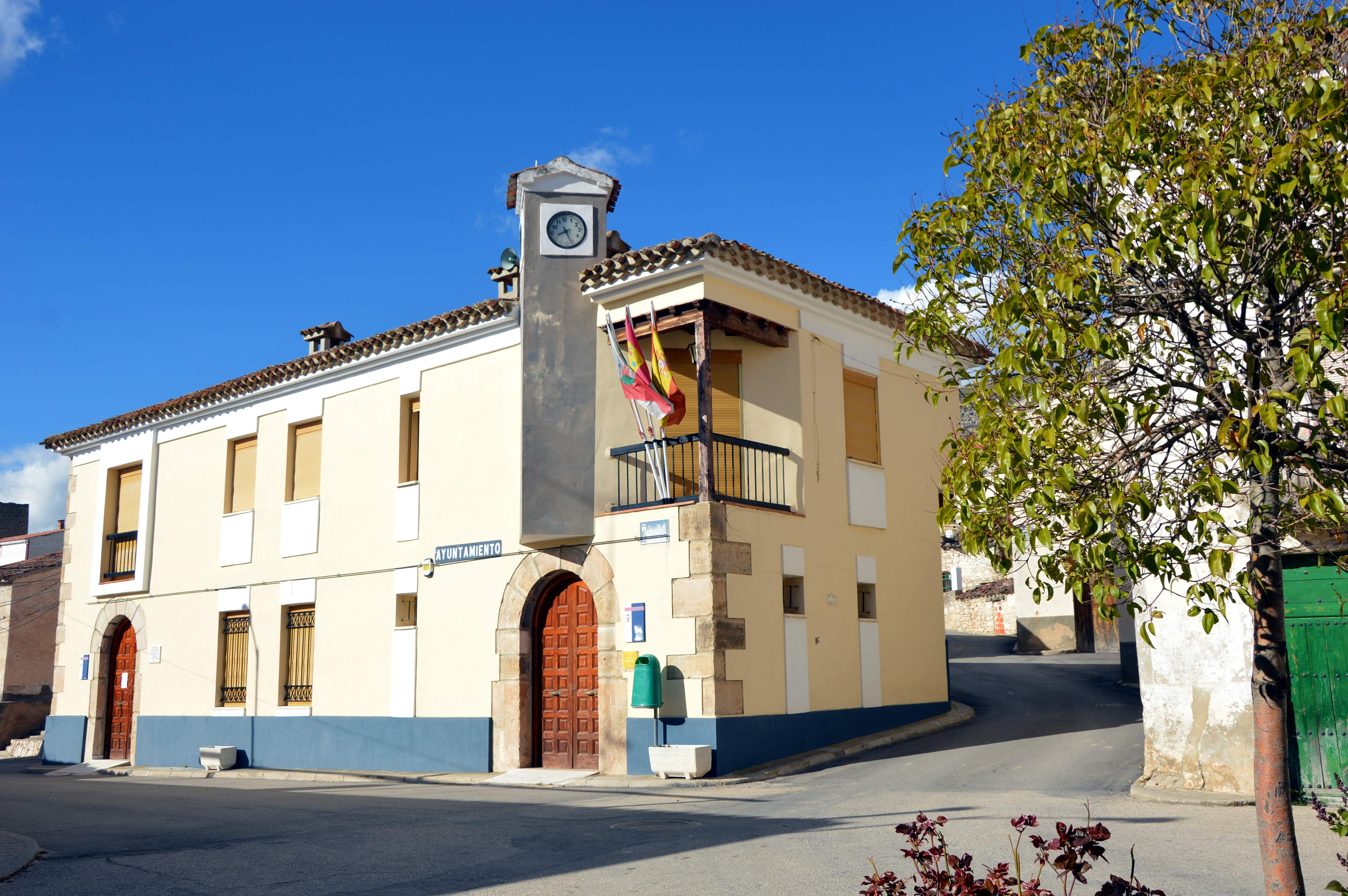
Casa consistorial

La iglesia de San Pedro Apóstol es el templo parroquial. Eclesiásticamente pertenece a la diócesis de Cuenca, arciprestazgo de Moya. Durante la Revolución Española de 1936 sufrió la quema de sus imágenes y parte de los ornamentos, así como la destrucción de las campanas.